# Как достать соседа
«Как достать соседа: Сладкая месть» (англ. Neighbours from Hell: Revenge is a Sweet Game) — компьютерная игра в жанре аркады. Главная цель — досадить соседу, устраивая ему всевозможные ловушки. Для этого главный герой должен находить и использовать различные предметы, избегая при этом попадания на глаза соседу. В оригинальной игре представлено 14 основных и 3 пилотных эпизодов.
Игра впервые вышла на Windows в США 22 сентября 2003 года. 8 октября 2020 года была выпущена ремастер-компиляция Neighbours Back From Hell, включающая в себя первые две части игры. Обновленная версия доступна на Windows, PlayStation 4, Xbox One и Nintendo Switch. В ремастере улучшены частота кадров, графика в HD-качестве и интерфейс, основанный на консольной версии.

## Игровой процесс

### PC-версия

Вуди (главный герой) подпиливает ножки кресла соседу, пока тот находится в туалете

В игре присутствует 14 эпизодов, разбитых на 3 сезона различной сложности, а перед ними — ещё и три пилотных учебных эпизода, позволяющие игроку научиться тонкостям игры. Первый сезон состоит из 6 эпизодов. В нём игроку доступны кухня, гостиная, холл и ванная. Во втором сезоне присутствуют только 4 эпизода, и игроку открываются спальня и балкон. Третий сезон, так же, как и второй, состоит из 4 эпизодов, игроку открываются кабинет и подвал.
В каждом эпизоде игроку, управляя действиями Вуди (протагониста игры) с помощью левой кнопки мыши нужно обыскивать дом Соседа и находить в разных местах полезные предметы, причём среди этих предметов есть как уникальные, встречающиеся только в одной серии, так и те, что доступны игроку в нескольких сериях одного сезона или разных сезонов (примеры последних — чёрный маркер, сырое куриное яйцо, кусок мыла, рулон туалетной бумаги, тюбик суперклея, горсть канцелярских кнопок, банановая кожура, баллончик спрея для роста волос, коробочка чёрной ваксы для обуви, кусок электрического провода со штепселем, стеклянные шарики, плоскогубцы). В игре есть также предметы, которые подобрать нельзя, но тоже можно использовать для пакостей; к ним относятся антенна телевизора, подставка на колёсиках, зонтик, огнетушитель, утюг, скакалка, тряпка на водопроводной трубе, вентили водопровода и отопления и шлифовальная машина. Пакости с этими предметами срабатывают тогда, когда Сосед вступит с ними в прямой контакт. Почти все найденные игроком игровые предметы, как правило, в течение всего эпизода могут быть использованы только один раз (единственные исключения присутствуют лишь в эпизодах «Футбольные баталии» и «Сезон охоты»). Причём многие из этих пакостей (например, подпиливание ножки кресла или бросание банановой кожуры на пол) в реальной жизни способны причинить сильный вред имуществу и здоровью, иногда с летальным исходом.
За каждую пакость игроку начисляются очки в процентах. Стопроцентный рейтинг от зрителей можно получить только в том случае, если индикатор злости Соседа не будет остывать после предыдущей пакости. Но сделать это не так просто. В каждом эпизоде Сосед повторяет одни и те же действия в определённой последовательности (при этом в некоторых сериях игрок может нарушать эту последовательность, заставляя Соседа после какой-либо пакости мчаться туда, где для него уже подстроены другие пакости). Узнать, куда он пойдёт в следующий момент, можно по его мыслям, которые отображаются в левом нижнем углу экрана, а определить его местонахождение игрок может, щёлкнув кнопкой мыши по его портрету, присутствующему там же (при щелчке камера переместится туда, где находится Сосед). Вуди ни в коем случае не должен попадаться на глаза Соседу, то есть оказываться вместе с ним в одной комнате и не быть спрятанным, иначе он будет сильно избит, а эпизод закончится провалом. Также имеется возможность прятаться от Соседа в шкафу, под кроватью или в комнате, которую Сосед не посещает.
Если в комнате находится пёс или попугай, то для того, чтобы сделать пакость или пройти в другую комнату, Вуди надо пробираться на цыпочках, игрок при этом нажимает правую кнопку мыши вместо левой (то же самое следует делать в том случае, если необходимо пройти мимо спящего Соседа и попутно напакостить у него под носом); в противном случае Сосед мигом прибежит на шум, поднятый его любимцами, и Вуди придётся удирать в другую комнату. Если игроку нужно выиграть немного времени, чтобы успеть сделать большое количество пакостей, то он может отвлечь внимание Соседа, позвонив ему по телефону, посвистев в собачий свисток (тем самым заставив собаку Соседа полаять) или нарочно пройдя обычным шагом мимо животных, чтобы они расшумелись. По умолчанию время ограничено до 5 — 10 минут (в зависимости от эпизода), хотя эту функцию можно отключать в настройках. Игрок может заработать минимальный рейтинг зрителей, необходимый для завершения эпизода (в том случае, если некоторые пакости не удалось сделать), и выйти через входную дверь, а может попытаться заработать все сто процентов.
После прохождения всех эпизодов в сезоне Вуди получает в награду статуэтку Соседа. В зависимости от зрительских рейтингов она может быть бронзовой, серебряной или золотой. Если игрок прошёл сезон на самый минимальный рейтинг, то он не получает статуэтку.

### Консольная версия
Версия для платформ Nintendo GameCube и Xbox, вышедшая в 2005 году, заметно отличается от оригинала: так, в игре 25 уровней (уровни из игр «Сладкая месть» и «Адские каникулы», перемешанные друг с другом). На всех уровнях очки зачитываются монетами, а вместо шкалы ярости теперь заполняется счётчик злости, отображаемый звёздочкой. Чтобы заполнить его, нужно последовательно подстраивать пакости одну за другой. Счётчик сбивается, если Сосед замечает Вуди или если между пакостями Сосед выполнит действие, не «подпорченное» Вуди. Если число счётчика равно количеству пакостей, Вуди получает золотую звезду. Если Сосед увидит Вуди, у пакостника будет шанс сбежать от разъярённой жертвы в другую комнату или спрятаться в укрытие, но стоит учитывать, что Сосед быстро бегает и от него невозможно спрятаться в укрытии, если он уже стоит в этой комнате и видит вас. Также он будет бегать, если вы разбудите его собаку (даже если к тому времени в комнате уже никого не будет). Также в некоторых уровнях в доме соседа можно заметить его мамашу, которая одета в фиолетовый халат, и в случае, если пакость коснулась и её, готова наказывать сына так же, как и в Адских каникулах. Добавлены мини-игры на взламывание замков, на некоторые укрытия, многие пакости гораздо сложнее, чем в оригинале, они не повторяются, а некоторые пакости могут со временем стать неактивными, например, мёд или жир на ярком солнце быстро тают, поэтому Вуди не должен слишком торопиться, если хочет, чтобы Сосед попался. В версии для Nintendo DS отсутствуют уровни из первой части, только из Адских каникул. Также все мини-игры выполняются с помощью сенсора.

## Сюжет
Вуди — обычный молодой человек, которому сосед, мистер Ротвейлер, многие годы не давал спокойно жить. Однажды, в мятежный день, Вуди решил отомстить мистеру Ротвейлеру и вызвал телевизионную команду JoWooD Vienna TV во главе с режиссёром Джо, которая сняла реалити-шоу, показывающее отношения соседей с худшей стороны. Сперва Вуди и команда окажется в неприметном помещении студии. Там Джо научит всему важному, чтобы совершать зрелищные пакости, интересные для зрителей. Попрактиковавшись, съёмочная команда и Вуди готовы начинать пакостить соседу, и вот уже они входят в дом.

## Разработка
27 февраля 2003 JoWood Productions анонсировали игру. Изначально выпуск игры был назначен на март 2003 года, но впоследствии был перенесен на 30 мая, а потом на 20 июня того же года.
10 марта 2003 года был представлен трейлер игры, длительностью около полутора минут.
23 мая 2003 года стала доступна для скачивания демо-версия игры. Она включала три пилотные миссии и два уровня из первого сезона. В игре отсутствовали звуковые эффекты, за исключением музыкального сопровождения.
В 2017 году компания THQ Nordic выпустила порт игры на мобильные платформы. Игра была переделана с нуля на движке Unity.

## Продолжение
В 2004 году вышло официальное продолжение игры Neighbours from Hell 2: On Vacation. Игра известна в России под названием «Как достать соседа 2 — Адские каникулы».
В 2020 году вышел ремастер двух частей Neighbours Back From Hell.

## Рецензии
| Сводный рейтинг       | Сводный рейтинг | Сводный рейтинг | Сводный рейтинг |
| Издание               | Оценка          | Оценка          | Оценка          |
| Издание               | GC              | PC              | Xbox            |
| --------------------- | --------------- | --------------- | --------------- |
| GameRankings          | N/A             | 64,55 %         | N/A             |
| Metacritic            | 41/100          | 69/100          | 49/100          |
| MobyRank              | N/A             | 68/100          | N/A             |
| Иноязычные издания    |                 |                 |                 |
| Издание               | Оценка          | Оценка          | Оценка          |
| Издание               | GC              | PC              | Xbox            |
| AllGame               | N/A             | [ 12 ]          | N/A             |
| Eurogamer             | N/A             | 6/10            | N/A             |
| GameSpot              | N/A             | 6,7/10          | N/A             |
| GameSpy               | N/A             | [ 15 ]          | N/A             |
| IGN                   | N/A             | 7/10            | N/A             |
| Русскоязычные издания |                 |                 |                 |
| Издание               | Оценка          | Оценка          | Оценка          |
| Издание               | GC              | PC              | Xbox            |
| Absolute Games        | N/A             | 70 %            | N/A             |
| «Домашний ПК»         | N/A             | [ 18 ]          | N/A             |

Версия для ПК получила смешанные отзывы, в то время как версии для GameCube и Xbox получили отрицательные отзывы, согласно сайту агрегации обзоров Metacritic.